# Woodfield-Kanal
Der Woodfield-Kanal ist eine Meerenge in der Gruppe der Adelaide- und Biscoe-Inseln vor der Fallières-Küste des Grahamlands auf der Antarktischen Halbinsel. In der Marguerite Bay trennt der Kanal vor dem südlichen Ende der Adelaide-Insel die Gruppe der Dion-Inseln von denen der Henkes- und Rocca-Inseln.
Das UK Antarctic Place-Names Committee benannte ihn 1963 nach Thomas Woodfield (* 1933), Erster Offizier an Bord der RRS John Biscoe zur Vermessung dieses Gebiets im Jahr 1963.